# 伊奥安尼斯·阿莱夫拉斯

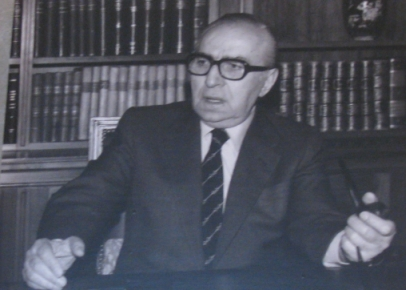
伊奥安尼斯·阿莱夫拉斯

伊奥安尼斯·阿莱夫拉斯（羅馬化：Ioánnis Alevrás；1912年—1995年4月6日），泛希腊社会主义运动政治人物，曾担任希腊第三共和国临时总统。

## 生平
早年曾在希腊银行供职。1985年，康斯坦蒂诺斯·卡拉曼利斯辞职后，伊奥安尼斯·阿莱夫拉斯担任临时总统。1985年，阿莱夫拉斯再次选为议会发言人。
| 前任： 康斯坦蒂诺斯·卡拉曼利斯 | 希腊总统 1985年 | 繼任： 赫里斯托斯·萨采塔基斯 |